# Serra del Perdón

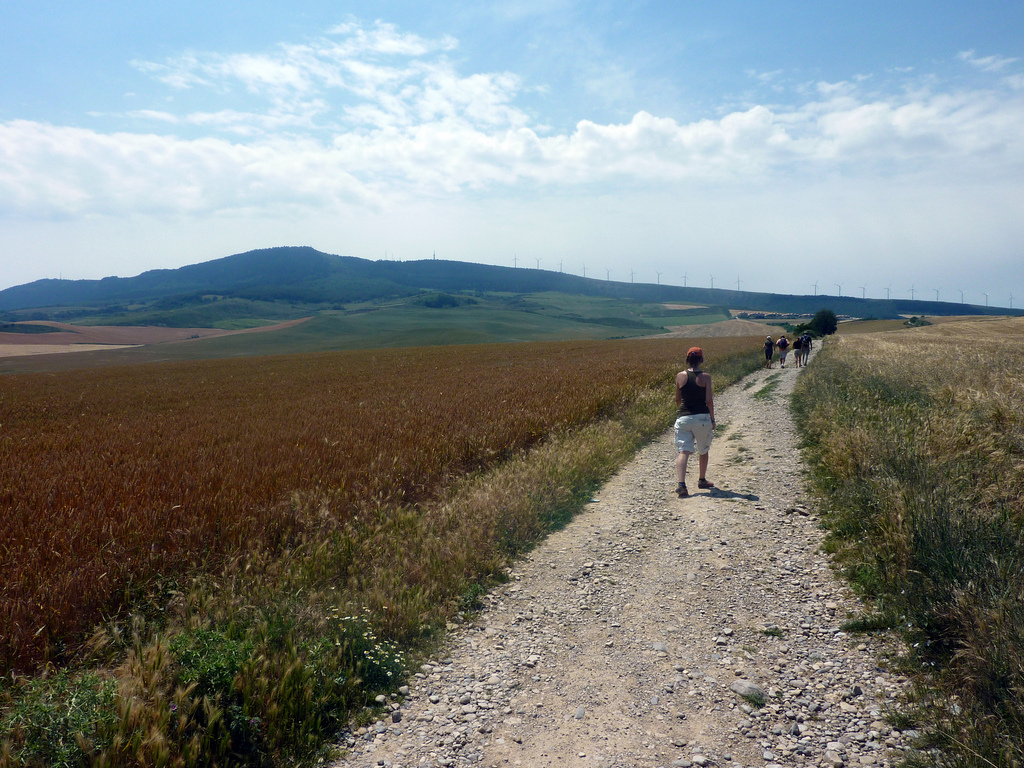
Vista da Serra del Perdón com o Caminho de Santiago em primeiro plano

A Serra del Perdón (Serra do Perdão), também conhecida simplesmente como El Perdón e pelo nome basco Erreniega, é um monte com 1020 m de altitude situado nos arredores de Pamplona, a capital da comunidade foral de Navarra, no norte de Espanha.
O Perdón situa-se 10 km a sul de Pamplona, entre o rio Arga e os seus afluentes Robo e Elorz. Ocupa parte dos municípios de Legarda, Belascoáin, Echarri, Cizur e Galar.

## Geografia
A serra é a fronteira geológica setentrional da  depressão do Ebro,[carece de fontes?] embora por vezes seja referida como pertencendo às serras exteriores pré-pirenaicas. É constituída por sedimentos marinhos do Cretáceo Superior ou do Eoceno e apresenta conglomerados.[carece de fontes?]

## Etimologia
Ao que parece, o topónimo antigo da Serra era Reniega, Errenega, Erreniega, cujo significado é obscuro. Como se encontra no Caminho de Santiago, ali existiu uma ermida e um hospital (hospedaria) de peregrinos que durante os século XV e XVI se chamava Santa María de Erreniega e era dedicada a Nossa Senhora do Perdão. A ermida, construída no século XIII, era de grande importância para os peregrinos, pois considerava-se que as graças recebidas por alcançá-la eram as mesmas que as obtidas por finalizar a peregrinação em Santiago de Compostela, isto é, era concedido o perdão dos pecados e garantida a saúde espiritual no caso de morte durante o trajeto restante.
A ermida foi mantida desde a Idade Média por uma confraria, a Cofradía del Santo Hospital y Basílica del Nuestra Señora del Perdón, reina soberana de los cielos. Ligada a esta confraria, existia uma associação, chamada República del Copurú, que integrava várias localidades da encosta norte da serra, nomeadamente Astráin, Undiano, Larraya, Muru-Astráin, Paternain e Zariquiegui. Além de manter a ermida e o hospital, a confraria emprestava dinheiro e pagava os enterros dos seus associados e ajudava os peregrinos e viajantes que passavam pelo porto do Perdón.
A ermida foi saqueada pelos franceses durante a Guerra da Independência Espanhola e desapareceu completamente em meados do século XIX. A imagem da Virgem da ermida foi então transladada para a igreja de Astráin, onde ainda hoje se encontra.
A fama da ermida levou a que o lugar onde se encontrava passasse a chamar-se Perdonabizkar ("colina do perdão" em basco). O caminho que subia desde Astráin era chamado Perdonanza bidea ("caminho até ao perdão" em basco) no século XVI e, posteriormente, Perdona bidea. Quando a ermida e o hospital desapareceram, no século XIX, o nome de Perdón já era aplicado a uma parte da serra.[carece de fontes?] Como outros topónimos de Navarra, o hierónimo substituiu o nome tradicional a partir do século XIX.

## Caminho de Santiago
O Perdón é um local célebres do Caminho de Santiago. O peregrinos vindos de Zizur passam por Zariquiegui e atravessam a serra em direção a Puente la Reina. O ponto mais alto do percurso, chamado Alto del Perdón ou Porto de Erreniega, encontra-se a 970 metros de altitude. O nome Porto de Erreniega também se aplica ao ponto mais alto da estrada nacional Pamplona-Logroño, situado a 679 metros de altitude.
A empresa que construiu o parque eólico existente na serra, a EHN, e a associação de amigos do Caminho de Santiago promoveram a construção de um monumento ao peregrino em 1996. O monumento é um conjunto escultórico de Vicente Galbete constituído por 14 silhuetas em tamanho natural, feitas em chapa de ferro, representando uma comitiva de peregrinos de diferentes épocas, a pé, a cavalo e de burro, de cujas lanças nascem raios de luz e estrelas e se combinam visualmente com os geradores eólicos. No texto que acompanha a obra pode ler-se: «onde se cruza o caminho do vento com o das estrelas.». É frequente ver fotografias da serra e da escultura usadas para representar o Caminho de Santiago e para promover turisticamente Navarra.
Na mesma altura em que se erigiu a escultura, foi construído um altar em honra da Virgem del Perdón com os restos da antiga ermida, o que levou a que várias localidades vizinhas passassem a realizar uma romaria ao local no dia 30 de agosto.

## Fonte da Reniega e lendas locais
À semelhança de muitos outros lugares ligados ao Caminho de Santiago, o porto do Perdón é considerado mágico. Ao percorrer o caminho vindos de Pamplona por Cizur Menor, Guendulain e Zariquiegui, os caminhantes passam por uma pia de água cristalina situada na encosta, antigamente conhecida como fonte da Reniega, que atualmente se chama oficialmente de Gambellacos, o nome da área do concelho de  Astráin em que se situa.
Conta uma lenda que ali apareceu o diabo em forma de jovem de boa apresentação a um peregrino sedento que subia ao porto em pleno verão. O diabo ofereceu ao caminhante a possibilidade de se refrescar e beber se renegasse Deus, mas o peregrino recusou a oferta. O demónio insistiu, sugerindo que bastaria que renegasse a Virgem Maria para que pudesse ter acesso ao precioso líquido, mas o peregrino voltou a recusar. Por fim, o diabo disse que bastaria renegar o apóstolo Santiago para conseguir beber, mas mais uma vez o peregrino recusou a tentação e pôs-se a rezar pedindo ajuda aos céus. Então, o jovem diabólico desapareceu numa nuvem de enxofre e no seu lugar apareceu uma fonte cristalina onde o peregrino saciou a sua sede.
Além desta lenda, há registo de vários acontecimentos milagrosos em Astráin atribuídos à Virgem do Perdão. Alguns deles estão relacionados com a cura de peregrinos com doenças incuráveis e outros com ajudas concedidas a camponeses da região. Um dos mais conhecidos é a de um agricultor de Adiós que estava a trabalhar nas vizinhanças da serra. As cavalgaduras espantaram-se e arrastaram o homem, que ficou preso por um pé no bridão. Vendo-se em perigo, o lavrador encomendou-se à à Virgem do Perdão e esta salvou-o de uma morte certa.

## Parque eólico
Atualmente a paisagem do monte é dominada pelas dezenas de aerogeradores que têm vindo a ser construídos desde 1994. Esses aerogeradores formam o mais antigo parque eólico de Navarra. Em 2008 existiam cerca de 40 geradores eólicos na serra, cada um com 40 metros de altura, 50 toneladas e rotores com 20 metros. Cada gerador tem uma potência de 500 kw.
O parque do Perdón marcou o início do aproveitamento energético eólico em Navarra que desde o início da década de 2000 é uma das regiões da Europa onde essa forma de energia tem maior importância relativa. As perspetivas mais otimistas apontava-se para que em 2010 100% da energia consumida em Navarra fosse de origem eólica.